# Loltun
Loltun, eller Lol-Tun, er et grottesystem i den sydlige del af delstaten Yucatán i Mexico. Det befinder sig 6 kilometer sydvest for Oxcutzcab og 110 kilometer sydøst for Mérida. Man antager at Loltun går 8–10 kilometer ind i fjeldet, men bare 2 kilometer er udforsket, og denne strækning kan besøges med guide.
Loltun har hulemalerier som stammer fra mayacivilisationen fra den sene præklassiske periode (400 fvt.–200 evt.) eller tidligere.
Navnet Lol-Tun betyder "Stenblomsten" på yukatekisk maya.

## Eksterne links
- Wikimedia Commons har flere filer relateret til Loltun
- Loltun Arkiveret 24. august 2013 hos  Wayback Machine hos INAH

20°15′10″N 89°27′23″V / 20.25278°N 89.45639°V